# Jaulnes
Jaulnes település Franciaországban, Seine-et-Marne megyében. Lakosainak száma 346 fő (2022. január 1.). Jaulnes Villenauxe-la-Petite, Compigny, Bray-sur-Seine, Everly, Gouaix, Grisy-sur-Seine, Montigny-le-Guesdier, Mousseaux-lès-Bray és Mouy-sur-Seine községekkel határos.

## Népesség
A település népességének változása:
| Lakosok száma | 372  | 376  | 384  | 362  | 353  | 345  | 345  | 345  | 346  |
|               | 2013 | 2015 | 2016 | 2017 | 2018 | 2019 | 2020 | 2021 | 2022 |